# Distretto di Denizli
Il distretto di Denizli costituiva, fino al 2012, il distretto centrale della provincia di Denizli, in Turchia. Nel 2012, con l'istituzione del comune metropolitano di Denizli, su parte di esso è stato creato il nuovo distretto di Merkezfendi, mentre il restante territorio è stato unito all'esistente distretto di Akkoy nel nuovo distretto di Pamukkale.

## Geografia fisica
Il distretto confinava con i distretti di Babadağ, Sarayköy, Akköy, Güney, Çal, Honaz, Serinhisar e Tavas.

## Amministrazioni
Al distretto appartenevano 22 comuni e 26 villaggi.

### Comuni
| - Denizli (centro) - Akkale - Aşağişamlı - Bağbaşı - Başkarcı - Bereketli - Cankurtaran - Gökpinar | - Göveçlik - Gözler - Gümüşler - Hallaçlar - Irlıganlı - Karahayıt - Kayhan | - Kınıklı - Korucuk - Pamukkale - Pınarkent - Servergazi - Uzunpinar - Üçler |

### Villaggi
| - Akdere - Altindere - Çeltikçi - Develi - Elednizli - Eskihisar - Eymir - Goncalı - Güzelköy | - Güzelpınar - Haytabey - Kadılar - Karakova - Karakurt - Karataş - Kocadere - Kumkisik - Kurtluca | - Küçükdere - Salihağa - Saruhan - Şahinler - Şirinköy - Üzerlik - Yeniköy - Yeşilyayla |